# Syncephalis hypogena
Syncephalis hypogena är en svampart som beskrevs av R.K. Benj. 1985. Syncephalis hypogena ingår i släktet Syncephalis och familjen Piptocephalidaceae.   Inga underarter finns listade i Catalogue of Life.